# Terra Indígena Comexatiba (Cahy-Pequi)
A  Terra Indígena Comexatiba (Cahy-Pequi) é uma terra indígena localizada no sul do estado da Bahia. Compreende uma área de 28.159,86 hectares no município de Prado. As terras ainda não foram homologadas. Em 2013 a Fundação Nacional do Índio (FUNAI)  contabilizou nessas terras uma população de 732 pataxós.